# Ben Hilfenhaus
Benjamin William Hilfenhaus, dit Ben Hilfenhaus, est un joueur de cricket international australien né le 15 mars 1983 à Ulverstone en Tasmanie. Ce lanceur rapide (fast bowler) fait ses débuts avec l'équipe de Tasmanie en 2005. Il dispute son premier One-day International (ODI) avec la sélection nationale australienne en 2007 et son premier test-match en 2009.

## Bilan sportif

### Principales équipes
| Équipe              | Test        | ODI         | Twenty20    |
| ------------------- | ----------- | ----------- | ----------- |
| Australie           | 2009 -      | 2007 -      | 2007 -      |
| Équipe              | First-class | List A      | Twenty20    |
| Tasmanie            | 2005-2006 - | 2005-2006 - | 2005-2006 - |
| Hobart Hurricanes   |             |             | 2011-2012 - |
| Chennai Super Kings |             |             | 2012 -      |

## Honneurs
- Meilleur jeune joueur australien de l'année (Bradman Young Player of the Year) en 2007.